# Ruppia
Ruppia L., 1753 è un genere di piante monocotiledoni,  a distribuzione cosmopolita; è l'unico genere della famiglia Ruppiaceae.

## Etimologia
Il nome del genere è un omaggio al botanico tedesco Heinrich Bernhard Rupp.

## Descrizione
Il genere comprende piante erbacee acquatiche, generalmente perenni, immerse o a foglie flottanti.

## Distribuzione e habitat

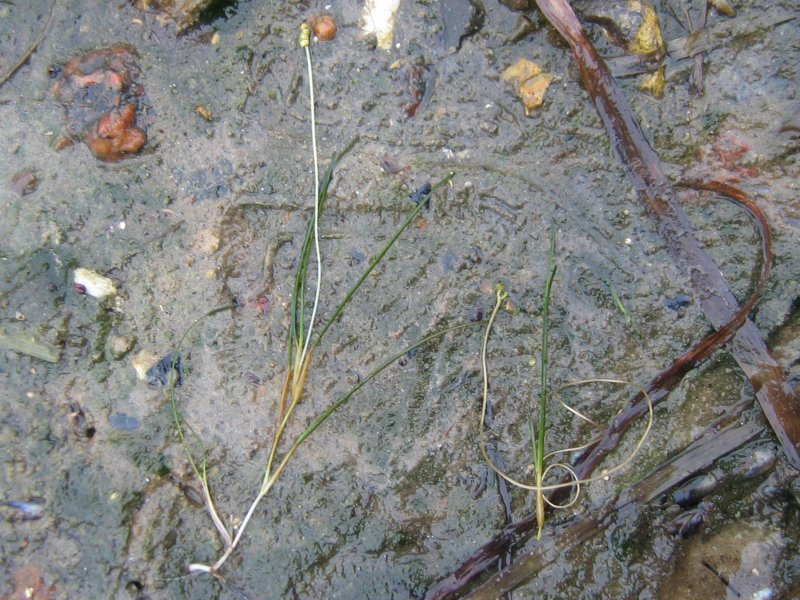
Ruppia cirrhosa

Benché prevalentemente residenti in acque dolci, alcune specie di Ruppia sono delle vere e proprie erbe marine (in particolare Ruppia cirrhosa e Ruppia tuberosa).
Il genere ha una distribuzione cosmopolita.
In particolare alcune specie si distribuiscono come segue:
| Specie       | Località                                     |
| ------------ | -------------------------------------------- |
| R. cirrhosa  | Ubique, ivi comprese le acque salmastre.     |
| R. didyma    | Messico, Porto Rico.                         |
| R. filifolia | dal Perù all'Argentina, Isole Falkland.      |
| R. maritima  | Ubiqua sulle rive dei laghi e dei mari       |
| R. megacarpa | Sud e Sud-Est dell'Australia, Nuova Zelanda. |
| R. polycarpa | Sud e Sud-Est dell'Australia, Nuova Zelanda. |
| R. tuberosa  | Ovest e Sud dell'Australia.                  |

## Tassonomia
Il genere comprende le seguenti specie:
- Ruppia bicarpa Yu Ito & Muasya
- Ruppia brevipedunculata Shuo Yu & Hartog
- Ruppia cirrhosa (Petagna) Grande
- Ruppia didyma Sw. ex Wikstr.
- Ruppia drepanensis Tineo
- Ruppia filifolia (Phil.) Skottsb.
- Ruppia maritima L.
- Ruppia megacarpa R.Mason
- Ruppia polycarpa R.Mason
- Ruppia sinensis Shuo Yu & Hartog
- Ruppia tuberosa J.S.Davis & Toml.